# Letzipark
Der Letzipark ist ein Einkaufszentrum in Zürich Altstetten. Er liegt in unmittelbarer Nähe des Stadions Letzigrund und teilt mit diesem ein Parkhaus mit 1500 Plätzen.
Zum Einkaufszentrum gehören – laut eigener Darstellung – gut 60 Geschäfte aus den Kategorien Bekleidung, Dienstleistung, Hobby & Freizeit, Schuhe, Warenhaus und Wohnen & Haushalt. 2008 erzielte das Einkaufszentrum auf einer Verkaufsfläche von 26'174 m² einen Umsatz von 251 Mio. Franken und war damit auf Platz 10 in der Schweiz.

## Geschichte

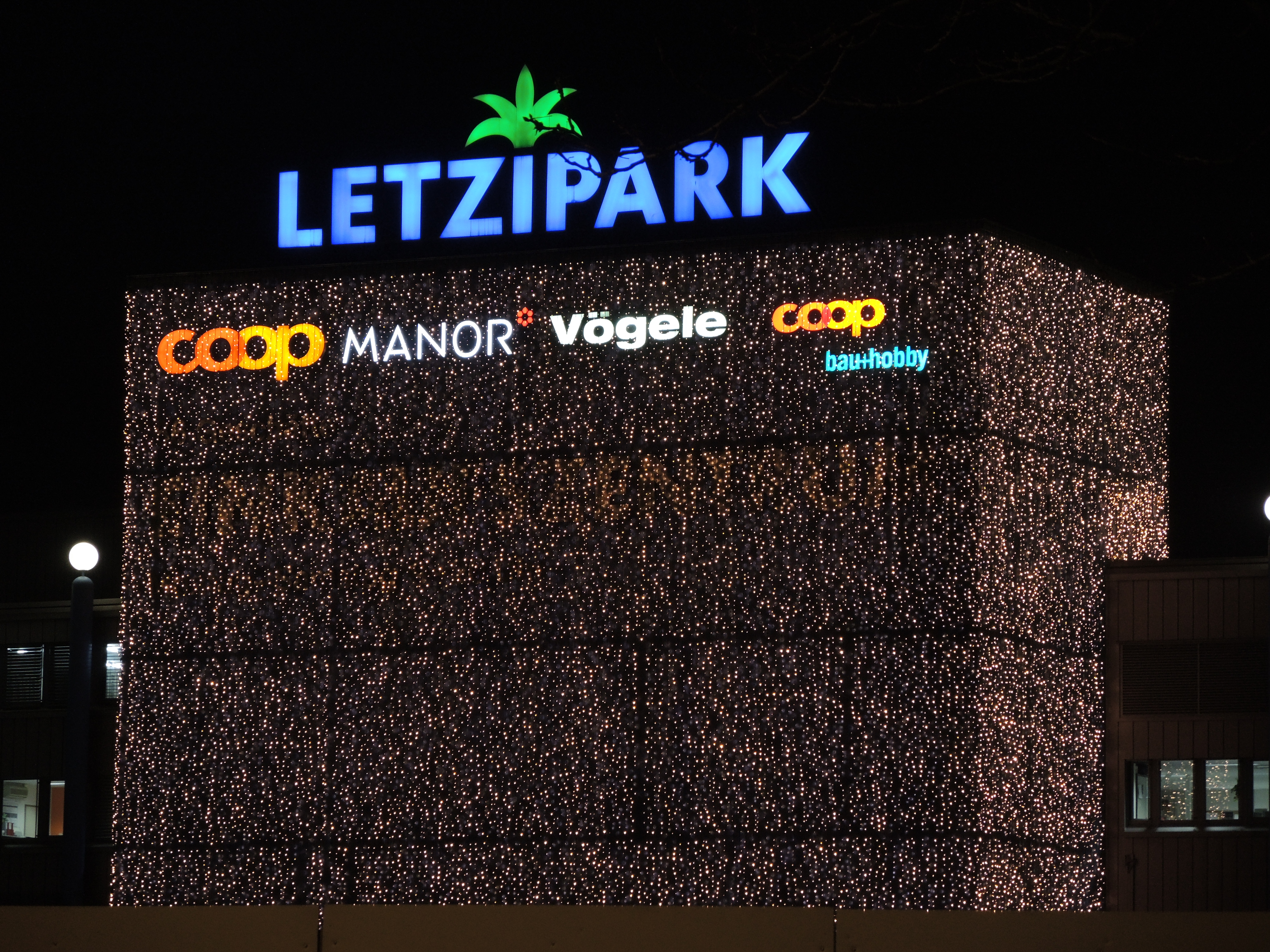
Letzipark

Erbaut wurde der heutige Letzipark-Komplex etappenweise in den Jahren 1984–1987, an der Stelle einer «K3000»-Grossfiliale des Konsumvereins Zürich (KVZ) und eines «Jumbo»-Baucenters der Maus Frères Holding. Das Vorzeige-Projekt unter Federführung des Konsumvereins sollte den Einstieg desselben in das dazumal insbesondere von der Migros erfolgreich umgesetzte Geschäftsmodell eines Einkaufszentrums (lokal «Neumarkt Altstetten», überregional «Glattzentrum») markieren. Hierfür sicherte man sich erfolgreich die Unterstützung der Maus-Gruppe, die sich als Miteigentümer beteiligte.
Bei der offiziellen Eröffnung des Einkaufszentrums am 25. März 1987 waren die beiden Eigentümer mit ihren damaligen Ladenketten vertreten: der Konsumverein mit einer modernen und grosszügig bemessenen «K3000»-Vorzeigefiliale und einer Filiale des Discounters «Billi» – beides Lebensmittelgeschäfte – sowie die Maus-Gruppe mit einem erneuerten «Jumbo»-Baumarkt und dem zweiten Stadtzürcher «Vilan»-Warenhaus. Verzichten musste die Maus-Gruppe hingegen auf einen Jumbo-Grossmarkt mit Lebensmittelsortiment, da dies das Hauptgeschäftsfeld des Miteigentümers war. Wichtige Mieter der ersten Stunde waren zudem das Einrichtungshaus «Möbel Pfister» mit einer zweiten Stadtfiliale und die Bekleidungskette «C&A».
In den folgenden Jahren erfolgten diverse Veränderungen, besonders hervorzuheben ist dabei der Erwerb einer Mehrheitsbeteiligung am Konsumverein im Jahre 1991 durch Coop, dem 1995 die komplette Übernahme folgte. Damit verschwand bis 1996 der Name «K3000» vom Schweizer Markt, als alle Standorte in «Coop»-Filialen umgewandelt wurden. Den Discounter «Billi» verkaufte Coop 1998 an Denner, der 49 der insgesamt 60 Filialen übernahm; aus den «Billi»-Filialen wurden in kurzer Zeit «Denner»-Filialen. Der Name «Vilan» wurde im September 2000 durch «Manor» ersetzt, als die Maus-Gruppe die regional unterschiedlichen Bezeichnungen ihrer Warenhauskette mit Einführung einer Einmarkenstrategie aufgab.
Die Bekleidungskette «C&A» hat ihren Standort im Letzipark inzwischen aufgegeben, die Verkaufsfläche übernahm die Schweizer Deichmann-Tochter Dosenbach-Ochsner («Dosenbach Schuhe» und «Ochsner Sport» in gemeinsamer Filiale). Das Einrichtungshaus «Pfister» hat die Ausrichtung der Filiale angepasst und die Ausstellungsfläche stark verkleinert, der Fokus des ausgestellten Sortiments liegt inzwischen bei Vorhängen und sogenannten Wohnaccessoires; die freigewordene Verkaufsfläche haben die Bekleidungskette Charles Vögele und die Coop-Ladenkette Interdiscount (Unterhaltungselektronik) übernommen.

## Lage und Erschliessung
Das Areal wird umschlossen von der Hohlstrasse im Norden, der Baslerstrasse im Süden und der Flurstrasse im Westen. Im Osten ist das Areal abgeschottet, östlich der dortigen Liegenschaften verläuft die Freihofstrasse. Zwischen der Hohlstrasse und der Baslerstrasse besteht ein Höhenunterschied; die Arealüberbauung befindet sich im südlichen Teil des Areals an der höhergelegenen Baslerstrasse und umfasst das dreigeschossige Einkaufszentrum im Osten und das fünfgeschossige Parkhaus mit zwei aufgesetzten Liegenschaften im Westen. Auf dem Niveau der Baslerstrasse befinden sich die mittlere Verkaufsebene und das Parkgeschoss 4, wobei deren Verbindung als Fussgänger-Hauptzugang zum Einkaufszentrum und zum Parkhaus ausgestaltet ist.
Der nördliche Teil des Areals bildet von der Hohlstrasse her eine leichte Senke zur Überbauung hin, auf dem Niveau befinden sich die untere Verkaufsebene und das Parkgeschoss 2. Die Ausrichtung dieses Arealteils auf den Individualverkehr verdeutlichen insbesondere eine Coop-Grosstankstelle samt Waschstrasse, ein McDonald’s-Schnellrestaurant mit Drive-Thru-Schalter und ein Stützpunkt des Autovermieters Avis.

### Individualverkehr
Der Zugang zum Parkhaus erfolgt über die nördlich liegende Hohlstrasse – eine wichtige innerstädtische Verkehrsachse – oder die südlich liegende Baslerstrasse, an der weiter östlich auch das Stadion Letzigrund liegt. Die fünf Parkgeschosse fassen 1500 Plätze – für Zürcher Verhältnisse ausgesprochen viel – und sind untereinander durch zwei Spiralrampen verbunden.
Während der Öffnungszeiten des Einkaufszentrums kann das Parkhaus drei Stunden lang gratis genutzt werden, danach steigen die Parkgebühren rapide, um unerwünschte Langzeitparkierer fernzuhalten. Bei Veranstaltungen im Letzigrund gelten jeweils gesonderte Tarife.

### Öffentlicher Verkehr
Bei Eröffnung des Einkaufszentrums war dieses vom ÖV vergleichsweise schlecht erschlossen. Im vorhandenen Netz der Verkehrsbetriebe Zürich (VBZ) waren die nächstliegenden bestehenden Haltestellen in der Hohlstrasse an der Trolleybuslinie 31 (SBB-Werkstätte) und in der Badenerstrasse an der Tramlinie 2 (Kappeli).
Erst Anfang der 1990er Jahre wurde mit der Betriebsaufnahme der auf die Einkaufszentren Letzipark und Brunaupark ausgerichteten Buslinie 89 die Haltestelle Letzipark (seit Ende 2007 Letzipark West) an der Baslerstrasse geschaffen, in Nähe des Haupteingangs. Hinzu kam zudem die neue Haltestelle Letzibeck (seit Ende 2007 Letzipark) an der Trolleybuslinie 31 in der Hohlstrasse; der Zugang zum Einkaufszentrum erfolgt hierbei durch einen Nebeneingang, der direkt ins Warenhaus Manor führt.